# Naci Şensoy
Naci Şensoy est un entraîneur de football kosovar-turc et ancien joueur.

## Biographie
Naci Şensoy naît le 20 février 1958 à Prizren, en Yougoslavie. Il déménage en Turquie où il comme sa carrière de footballeur. Il joue en faveur des clubs de Manisaspor puis de Vanspor. 
Après sa carrière de joueur, il commence une carrière d'entraîneur en Turquie, devenant entraîneur adjoint à Istanbulspor. Par la suite, il dirige quelques clubs turcs de ligue inférieure, avant de prendre en main le PFK Turan Tovuz. Il dirige ensuite un certain nombre de clubs bulgares, le dernier étant le PFK Lokomotiv Plovdiv. 
Le 2 juillet 2011, il prend la direction du club serbe du FK BSK Borča, mais quitte le club après seulement un mois. Şensoy devient ensuite entraîneur du Pirin Blagoevgrad en octobre 2015. Il améliore immédiatement le classement de l'équipe, qui était fermement ancrée dans le bas du classement du championnat de Bulgarie au moment de sa nomination. Sous la direction de Şensoy, Pirin réussit d'ailleurs à éviter la relégation en fin de saison.

## Parcours d'entraîneur
- juil. 2001-juin 2002 :  Alibeykospor SK
- juil. 2002-juin 2003 :  PFK Turan Tovuz
- juil. 2004-juin 2005 :  PFK Turan Tovuz
- juil. 2007-juin 2008 :  Pirin Blagoevgrad
- juil . 2008-sep. 2008:  Belassitza Petritch
- avr. 2009-oct. 2009 :  Pirin Blagoevgrad
- déc. 2009-mai 2010 :  PFK Lokomotiv Plovdiv
- sep. 2011-juin 2012 :  KS Bylis Ballsh
- juil. 2012-nov. 2012 :  PFK Turan Tovuz
- nov. 2012-juin 2013 :  KS Bylis Ballsh
- oct. 2013-fév. 2014 :  FK Lukesi
- oct. 2015-mai 2016 :  Pirin Blagoevgrad
- oct. 2016-juil. 2017 :  FK Pelister Bitola
- nov. 2019-mars 2020 :  FK Makedonija GP Skopje
- déc. 2020-mars 2021 :  KF Liria
- oct. 2021 :  Manisa FK
- jan. 2023-juin 2023 :  KS Bylis Ballsh
- jui. 2023-juin 2024 :  FC Vihren Sandanski